# Żnin
Żnin is een stad in het Poolse woiwodschap Koejavië-Pommeren, gelegen in de powiat Żniński. De oppervlakte bedraagt 8,35 km², het inwonertal 13 187 (2022).

## Verkeer en vervoer
- Station Żnin

## Geboren
- Jan Śniadecki (1756-1830), wiskundige en filosoof
- Karol Linetty (1995), voetballer